# ビンチャイン県
座標: 北緯10度45分1秒 東経106度30分45秒 / 北緯10.75028度 東経106.51250度
ビンチャイン県（ビンチャインけん、ベトナム語：Huyện Bình Chánh / 縣平政）は、ベトナム・ホーチミン市の県。

## 行政
ビンチャイン県は1の市鎮（Thị trấn）と15の社（Xã）を管轄している。
- 市鎮
  - タントゥク（Tân Túc / 新足）
- 社
  - アンフータイ（An Phú Tây / 安富西）
  - ビンチャイン（Bình Chánh / 平政）
  - ビンフン（Bình Hưng / 平興）
  - ビンロイ（Bình Lợi / 平利）
  - ダーフオック（Đa Phước / 多福）
  - フンロン（Hưng Long / 興隆）
  - レミンスアン（Lê Minh Xuân / 黎明春）
  - ファムヴァンハイ（Phạm Văn Hai / 范文𠄩）
  - フオンフー（Phong Phú / 豐富）
  - ヒエップフオック（Hiệp Phước / 歸德）
  - タンキエン（Tân Kiên / 新堅）
  - タンニュット（Tân Nhựt / 新日）
  - タンクイタイ（Tân Quý Tây / 新貴西）
  - ヴィンロックA（Vĩnh Lộc A / 永祿A）
  - ヴィンロックB（Vĩnh Lộc B / 永祿B）